# 天壇座σ
天壇座σ，又名CD-4611661，HD 159217、SAO 228162、HR 6537，是天壇座的一颗恒星，视星等为4.59，位于銀經343.98，銀緯-7.58，其B1900.0坐标为赤經17h 28m 12.8s，赤緯-46° -7.58′ 12″。